# Rathaus (Glogau)

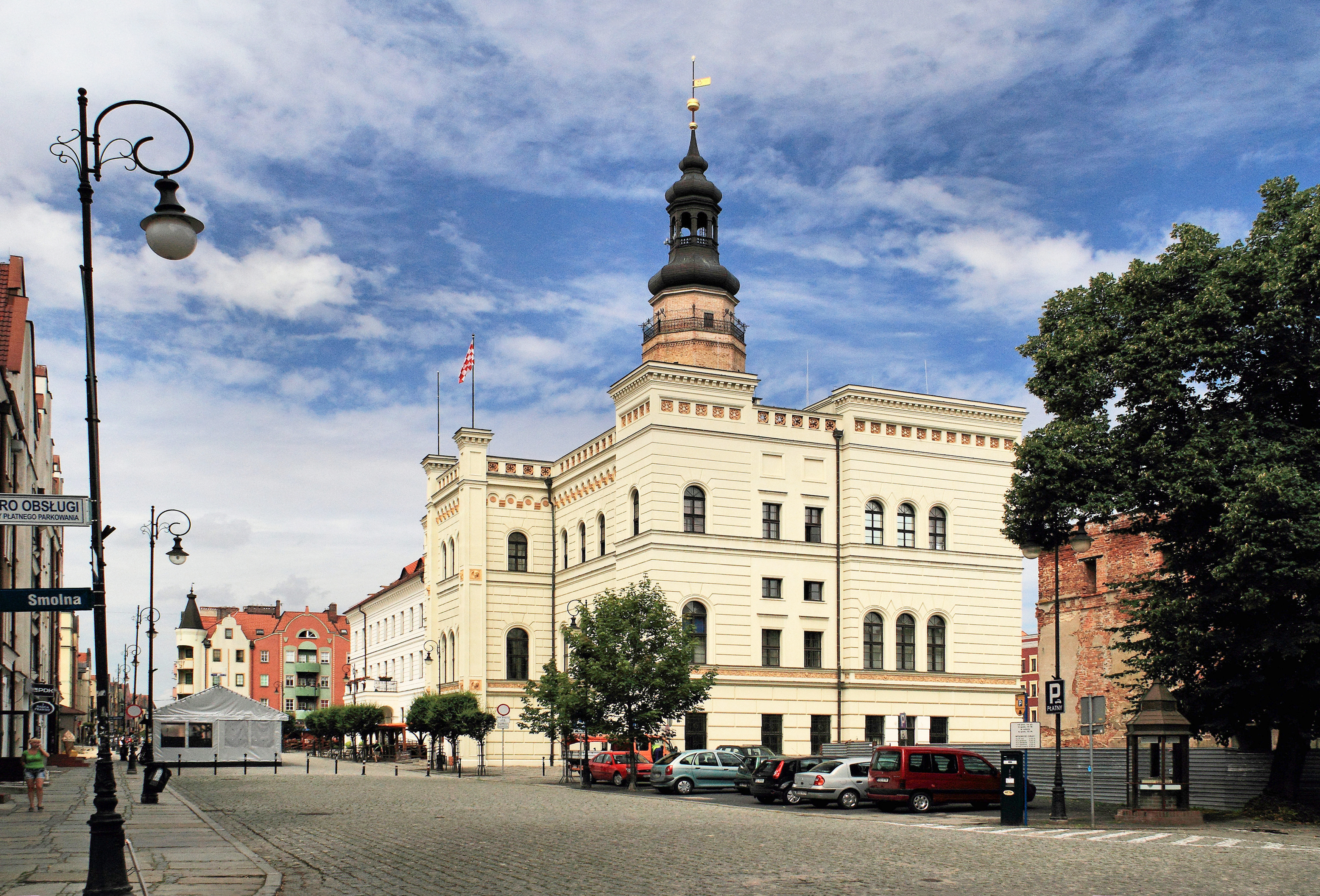
Rathaus Glogau

Das Rathaus Glogau geht auf die Zeit der Stadtgründung von Głogów Ende des 13. Jahrhunderts zurück.
Zur Wende vom 13. zum 14. Jahrhundert erbaute man auf dem Markt in Nachbarschaft des Krämer- und Gewandhauses einen Wachturm. In der ersten Hälfte des 14. Jahrhunderts wurde an der südlichen Seite das eigentliche Rathaus errichtet. Wahrscheinlich gegen Ende des 15. Jahrhunderts wurden ein zweiter Flügel und das hallenartige Schmetterhaus angefügt.
Das Rathaus brannte 1420 und 1433. Der größte Brand ereignete sich 1574, woraufhin das Rathaus im Renaissancestil wiederaufgebaut wurde.  Der damalige Bauzustand ist in einer Zeichnung von Friedrich Bernhard Werner überliefert.
Zur Zeit der Renaissance gehörte das Rathaus zu den schönsten Profanbauten in Schlesien. 1720 erhielt der Turm durch Umbau seine heutige Gestalt, wobei der Breslauer Zimmermann Hans Freudenberg dem Turm eine neue Haube mit einem Leuchter aufsetzte.
Im 19. Jahrhundert wurden die Zeiger der Uhr auf dem Rathausturm vertauscht – der große zeigte die Stunden, der kleine die Minuten an. Dies führte häufig zu Missverständnissen. Die Einwohner betrachteten die Uhr als eine Art Erkennungszeichen ihrer Stadt.
Nach Abriss des ganzen Gebäudes entstand 1832–35 nach dem Entwurf des Berliner Oberbaurats August Soller ein neues Rathaus im Stil des Klassizismus. Der Ostflügel, das ehemalige Schmetterhaus, wurde 1847–50 im Stil eines florentinischen Palazzo ausgebaut, entsprechend der neuen repräsentativen Bestimmung des Gebäudes, das unter anderem das Stadtarchiv barg. In dem Neubau bewahrte man die gewölbte Kammer von der Wende des Mittelalters zur Renaissance, den ehemaligen Ratskeller, der bis heute erhalten ist. Der größte Saal behielt sein auf Kragsteine und eine zentrale Säule gestütztes Netzgewölbe, ein mit den Buchstaben „HF“ signiertes Meisterstück.
Am 5. März 1933 wurde auf dem Rathaus zum ersten Mal eine Fahne mit einem Hakenkreuz gehisst. Bei Beschießung der Stadt durch die Sowjetarmee ging das historische Rathaus am 18. Februar 1945 in Flammen auf.
1984 beschloss der Stadtrat des nunmehr polnischen Glogów den Wiederaufbau des gesamten Rathauskomplexes in dem Zustand vor 1945. Der 1994–96 rekonstruierte Turm entspricht genau seinem Vorgänger, in der Basis ist er quadratisch, im oberen Bereich achteckig. In Höhe von 40 m befindet sich ein Aussichtspunkt. Die Gesamthöhe des Turmes bis zur Spitze beträgt 80,35 m, womit er nach dem Turm des Danziger Rechtstädtischen Rathauses der zweithöchste Rathausturm Polens ist. Der Wiederaufbau wurde bis 2002 abgeschlossen. Im Rathaus befindet sich auch heute die Stadtverwaltung.

## Nachweise
1. ↑  Roman Pawlak: Polska – Zabytkowe ratusze. Sport i Turystyka, MUZA SA, Warszawa 2003, ISBN 83-7200-991-0, S. 18–19.

Koordinaten: 51° 39′ 49″ N, 16° 5′ 33″ O